# Petit-Ouffet
Petit-Ouffet est un hameau de la commune d'Ouffet dans la province de Liège en Région wallonne (Belgique). 
Avant la fusion des communes, Petit-Ouffet faisait déjà partie de la commune d'Ouffet.

## Situation
Petit hameau historiquement séparé du village. Aujourd'hui c'est un quartier de Ouffet.